# Lámpara de aceite

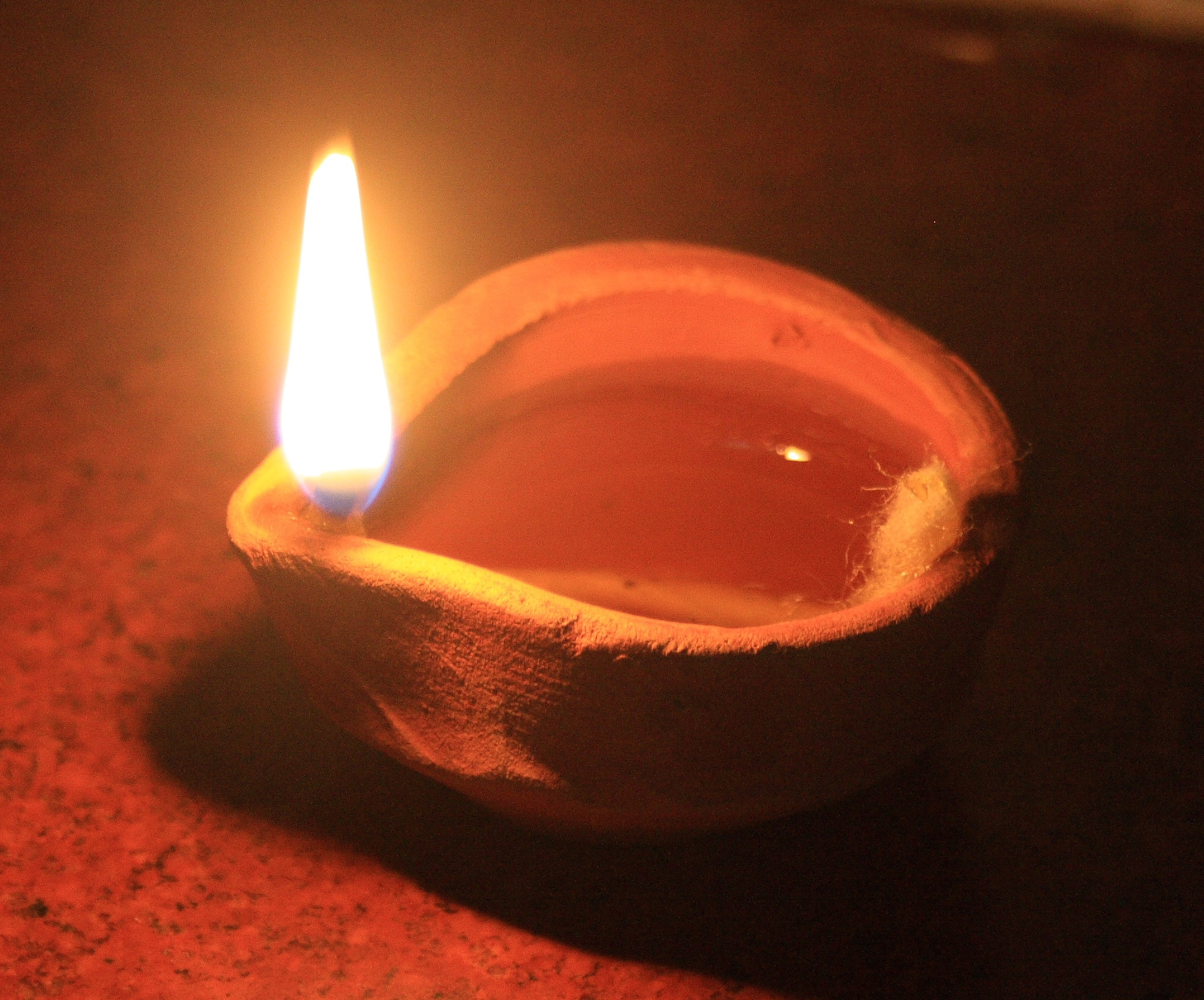
Lámpara de aceite contemporánea sencialla en arcilla como las que se ven, por ejemplo, durante el Divali en India.

Una lámpara de aceite es una lámpara cuyo combustible es grasa animal (especialmente aceite de ballena), aceite vegetal o incluso aceite mineral.

## Prehistoria

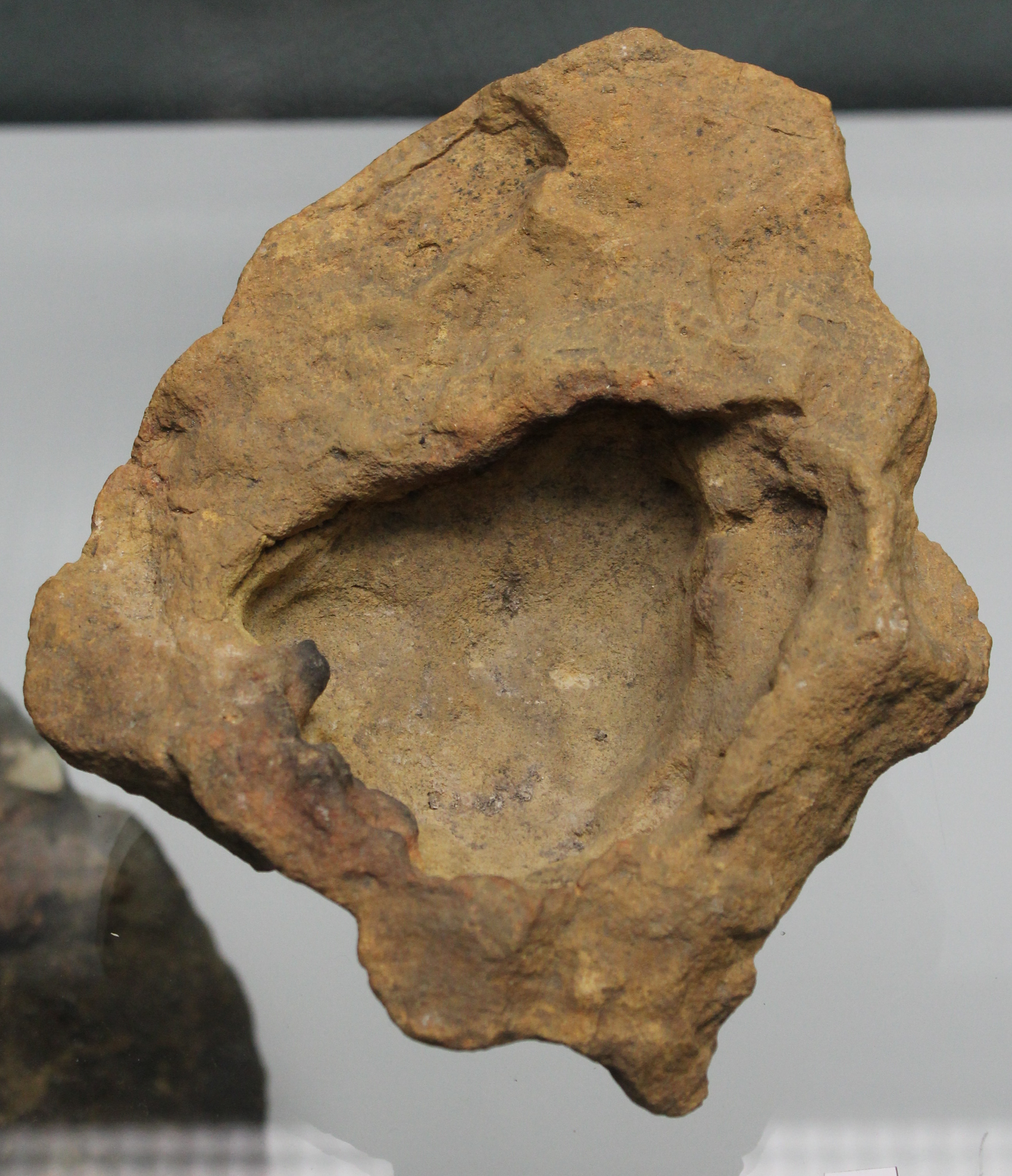
Lámpara de arenisca de Gabillou.

### Primeras lámparas de grasa
Según Baffier & Girard (1997), en el Paleolítico Superior, los fondos de las cuevas se utilizaban únicamente para actividades de simbolización. «Arte de las tinieblas » cuando se practicaba en cuevas profundas, el arte prehistórico necesitaba una iluminación adecuada. Ese período ha dejado numerosos testimonios de sus medios de iluminación. Más allá de las antorchas inflamadas gracias a su resina, las primeras lámparas de grasa conocidas datan del Paleolítico Superior. Las primeras lámparas cuya función es indiscutible proceden de Laugerie-Haute y se han datado del Gravetiense.

#### Tipos de lámparas
Las lámparas de grasa pueden ser de circuito abierto o cerrado. Con el circuito abierto, la grasa sale derretida por el calor; con el circuito cerrado, está confinada de una manera u otra.
Lámpara de circuito abierto
Fueron muchas las superficies planas o plaquetas que se utilizaron como lámparas, como la piedra caliza del abrigo Blanchard (Indre), las placas de arenisca de la cueva de Enlène (Ariège) o las plaquetas de  Lascaux.
Lámpara de circuito cerrado

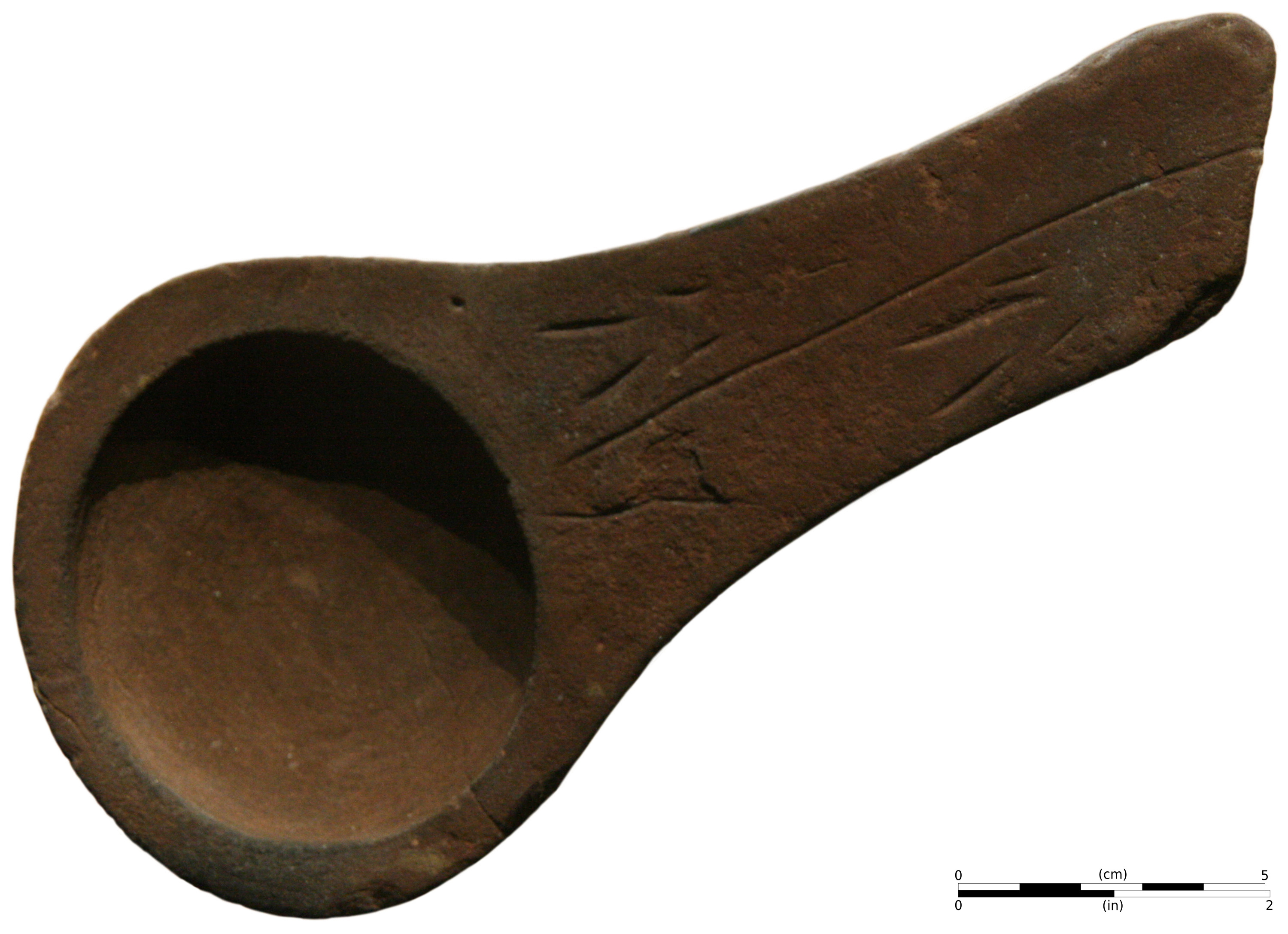
Lámpara de Lascaux en arenisca rosa

Se incluyen en esta categoría las lámparas de grasa hechas de una piedra simple (de piedra caliza tallada, de arenisca roja o rosa o de otro material resistente al fuego) en forma de cubeta o provistas de una cúpula en la que se moja una trenza o enrollamiento vegetal (ramitas maderas resinosas, abeto o enebro) en la grasa animal derretida.
A veces, este tipo de lámpara se forma simplemente a partir de una anfractuosidad o grieta en el relieve de la cueva.
En la cueva des Trois-Frères se utilizó un pecten (concha) como soporte de la luz.
Lámparas con asa
De las aproximadamente 300 lámparas paleolíticas conocidas (en 2010), solo unas treinta están equipadas con un asa de una forma bien definida. La tipología definida por Bastin y Chassaing (1940) da dos tipos diferentes de lámparas con asa: las de asa triangular (tipo la Mouthe) y las de asa «en raqueta» (tipo Lascaux).
La mitad de ellas están hechas de piedra arenisca y sólo diez son de piedra caliza: la piedra arenisca conduce el calor mejor que la piedra caliza y las lámparas de piedra arenisca a menudo tienen un asa.
Tipología de cúpulas o cuencos
Las cucharas pueden ser de formas diversas:
- Circulares, como las de las lámparas de la gruta de Scilles (grutas de la Save, Lespugue, Alto Garona), de Coual (Lamagdelaine, Lot) o de  Laugerie-Haute (Dordoña);

- Ovaladas, como las de Laugerie-Haute, la Chaire-à-Calvin (Mouthiers-sur-Boëme), Bois du Roc (Vilhonneur) en Charente;
- Ovoides, como las lámparas de  la Mouthe  (Dordogne) o de Grand Moulin (Lugasson, Gironda).[12]

En el Grand abrigo, en el sitio de Garenne en Saint-Marcel (Indre), se ha encontrado una lámpara rara, formada de tal manera que podría llevar cuatro mechas.
Un experimento con una lámpara de este tipo proporcionó una iluminación equivalente a una vela grande, es decir, de 0.5 a 0,6 lux a 50 cm  de la pared. Una lámpara sería suficiente para moverse en espacios oscuros, pero se necesitarían varias para iluminar todo un panel de varios metros de largo como los de ciertas obras. François Rouzaud piensa que el bajo alcance de estas luces restringiría la exploración y la ocupación prehistórica de las cuevas a las galerías que se abren al mismo nivel que las galerías principales, incluidas aquellas de difícil circulación; porque nunca se habrían visitado las galerías que se abren a más de cuatro o cinco metros sobre el piso principal, aun cuando su acceso fuera fácil.

#### Una vigilancia constante
Tengase en cuenta que el funcionamiento de estas lámparas requiere un control constante y un mantenimiento frecuente: la mecha debe colocarse adecuadamente, las fibras que sirven de mecha no deben caer en la grasa, la grasa misma no debe inundar la mecha; cuando comienza a derretirse, el trozo de sebo se debe acercar a la mecha de vez en cuando. Después de aproximadamente una hora, las lámparas deben recargarse agregando otro trozo de sebo. Durante el uso, la temperatura de la lámpara aumenta y este aumento acelera el proceso.
El uso de estas lámparas está documentado hasta hace poco y aún hoy entre los esquimales, para quienes esta vigilancia es tarea de las mujeres que utilizan una vara llamada «atizador»; lo mismo se aplica a los nganasan. Entre los machiguenga o matsigenka, la preparación de la grasa animal para usar como combustible en las lámparas también es responsabilidad de las mujeres.

#### Desglose de tipos de lámparas por tipo de sitio
Las plaquetas-lámparas que se han encontrado hasta ahora casi siempre lo han sido en las partes oscuras de las cuevas, raramente en las partes iluminadas (excepto en la cueva de las Hadas (Prignac-et-Marcamps) y en Pair-non-Pair  su vecina), todavía más raramente en un abrigo rocoso (excepto en Roc de Marcamps en Prignac-et-Marcamps) y nunca al aire libre. Pero al margen del caso de las plaquetas utilizadas como lámparas planas, las lámparas son más frecuentes en los sitios que gozan de buena luminosidad: el 71,5% de los sitios están iluminados por la luz del día y el 70,5% de las lámparas provienen de esos sitios, lo que va en contra de la afirmación de C. Perlès (1977) para quien las lámparas están «prácticamente ausentes de los espacios al aire libre, se encuentran sobre todo en los abrigos rocosos, y más aún en las cuevas». Independientemente de la luz natural disponible, se tiene un promedio de 2 a 3 lámparas por sitio. Los pocos yacimientos en que han aparecido más de 10 lámparas tampoco son necesariamente cuevas oscuras.

#### Un error de atribución
La lámpara de arenisca rosa-roja de la cueva de Thévenard en Brive-la-Gaillarde  en Corrèze, atribuida como típica del auriñaciense por el abad Glory, es de hecho magdaleniense.

#### Intercambios y circulación
Las cuevas de Sava en Lespugue (en el extremo noroeste de los Petites Pyrénées) proporcionaron cuatro lámparas magdalenienses: dos del abrigo de los Arpones, una de la cueva de Gouërris y una, decorada, de la cueva de Scilles. Esta última era una de las mayores lámparas conocidas (en 1945), con 19 cm en su mayor dimensión (la mayor conocida en ese 1945 era la de Coual (Lamagdelaine, Lot)  con 25 cm en su mayor dimensión); también tiene la ventaja de proporcionar una prueba de los intercambios entre los Pirineos y el norte de Aquitania, en este con caso Charente: de las once lámparas paleolíticas «con un asa en forma que presenta una decoración grabada», ocho se han encontrado en Dordoña y dos en Charente, incluida la de Scilles. Las lámparas con asas perfiladas, decoradas o no, provienen mayoritariamente de Charente y del norte de Aquitania: de los 30 ejemplos identificados, solo dos se encuentran en los Pirineos.

## Lámparas de la Antigüedad y la Edad Media
Desde la Edad del Bronce, se han fabricado lámparas de aceite en piedra, terracota o metal, con recipientes abiertos o cerrados que comprenden una o más bocas destinados a acomodar una mecha, y para lámparas cerradas, uno o más orificios de llenado, con mayor frecuencia en el centro de un recipiente formando un embudo. Se utilizaron para la iluminación desde épocas protohistóricas (lámparas de aceite de Akrotiri, en el museo de Santorini, por ejemplo), hasta la Edad Media cuando se utilizaron lámparas de pie o colgantes, a imitación de las romanas.
Sin embargo, ya en la antigüedad, era una práctica común en Mesopotamia el encendido con aceite mineral (nafta). Ese aceite se purificaba primero por medios físico-químicos y luego se destilaba, como menciona el erudito persa Al-Razi) en el siglo IX  en su Kitab al-Asrar («El Libro de los Secretos»). En la Edad Media en Francia, el aceite de colza se usaba en el norte y el aceite de nuez en el Midi.
La única alternativa a la lámpara de aceite era entonces la antorcha, apta para su uso en exteriores, y luego la vela, en la iluminación de interiores y de uso doméstico.
Las mechas, sin embargo, se fueron especializando y progresando durante milenios, tanto en su naturaleza como en su trenzado y textura. Primero trenzadas en caña, lino, cáñamo o lana, luego, a partir del siglo XVII, en algodón; se hicieron planas para asegurar una combustión más regular.
Sin embargo, en el campo, la única fuente de luz ordinaria siguió siendo el fuego de la chimenea hasta un pasado reciente, y aún hoy en día en muchos países.

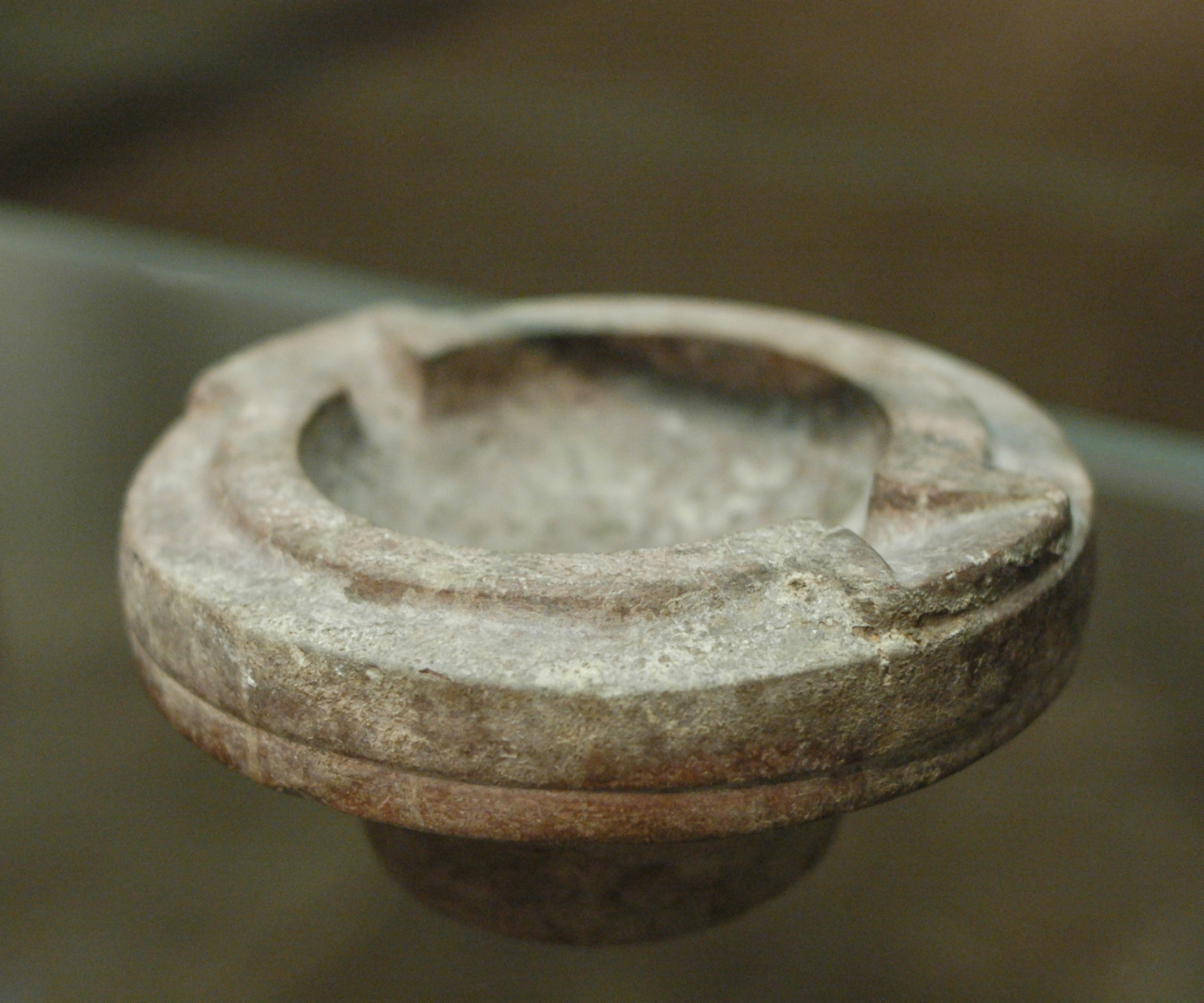
Lámpara de aceite de granito, Camiros (Rodas) (Edad del Bronce, ca. 1500/1400 a. C.)
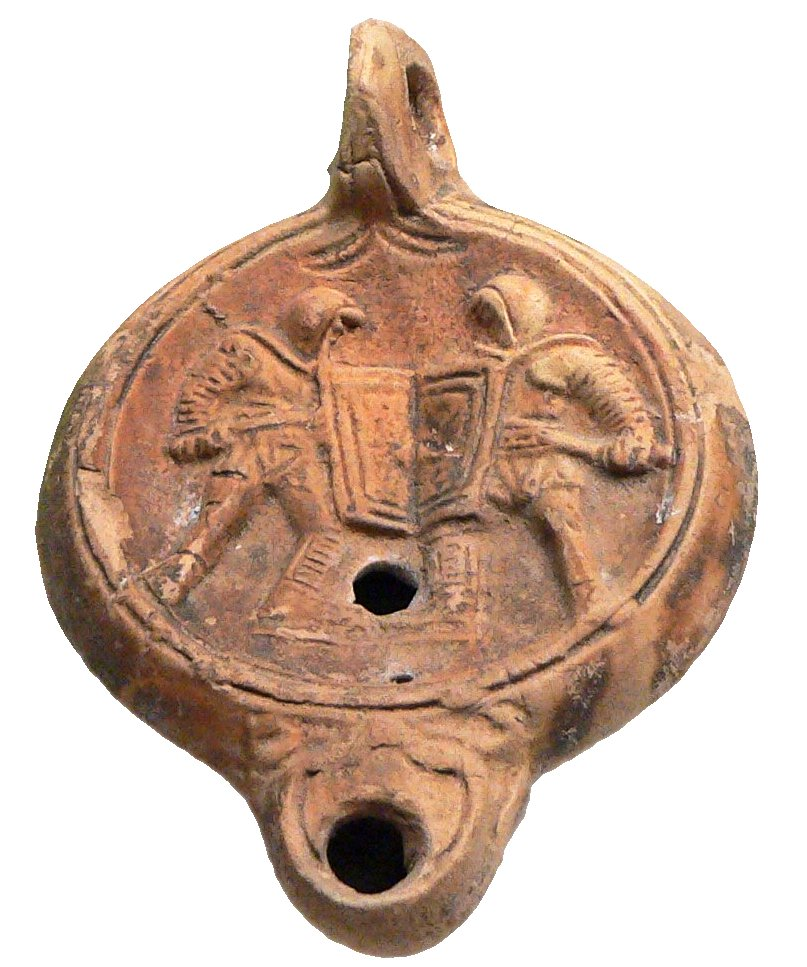
Lámpara de aceite romana en terracota con decoración de gladiadores (Museo romano-germánico de Colonia).
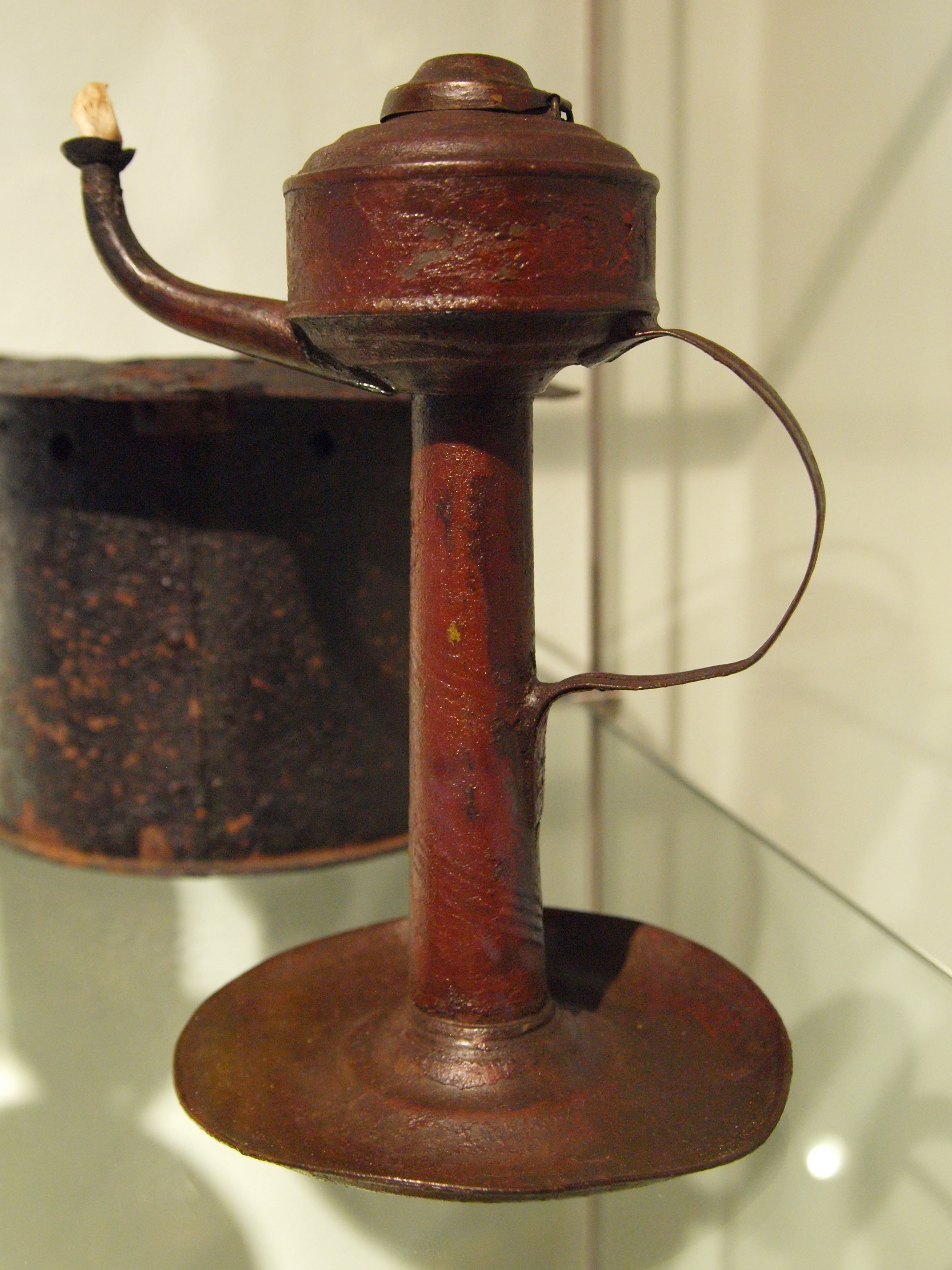
Lámpara de aceite de ballena  del siglo XVIII. Hoja de hierro con mecha de algodón procedente de Alemania.

## Avances en la lámpara de aceite a partir de 1780

Quinque de aceite, en 1822.
(el pintor estadounidense James Peale visto por su hermano Charles Willson Peale).

La lámpara de aceite siempre ha experimentado dos dificultades: los aceites, siempre demasiado viscosos, luchan por subir en la mecha por capilaridad; y la mecha tiende a carbonizarse y extinguirse.
Los progresos fueron determinantes  tanto en la mecánica como en la mejora de las mechas y los quemadores.
- Joseph Louis Proust,  químico francés,  inventó hacia 1780 la lámpara de aceite con depósito lateral:[33][34] el aceite, situado más alto que el pico, es empujado hacia el pico por su propio peso.
- Aimé Argand, físico y químico suizo,  inventó en 1782 la mecha cilíndrica y la chimenea de chapa, luego de vidrio.[35]·[34] Asociado con Lange (o L'Ange), otro inventor, produjo una lámpara conocida como «lámpara de Argand».
- Antoine Quinquet, farmacéutico, reunió en 1784 las anteriores tres innovaciones[35] en la lámpara que lleva su nombre, quinqué, montada sobre un pie. Esta lámpara estaba bien desarrollada y seguiría siendo de uso común hasta la llegada del petróleo.
- Bertrand Guillaume Carcel inventó en 1800 la lámpara Carcel, más complicada y costosa: comporta un mecanismo de relojería y una bomba para subir el aceite. El depósito ya no está en el costado, sino debajo del quemador.[36]
- Isaac-Ami Bordier-Marcet, sucesor de Argand, creó en 1809 la lámpara  «astral» con un depósito plano dispuesto alrededor del quemador.
- Finalmente, la lámpara con moderador, en 1837, retomó el principio de la mecánica del pistón, pero se le añadió una aguja móvil reguladora.[35]·[37]

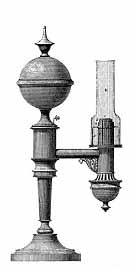
Lámpara de Argand, con depósito alto y caño de Argand
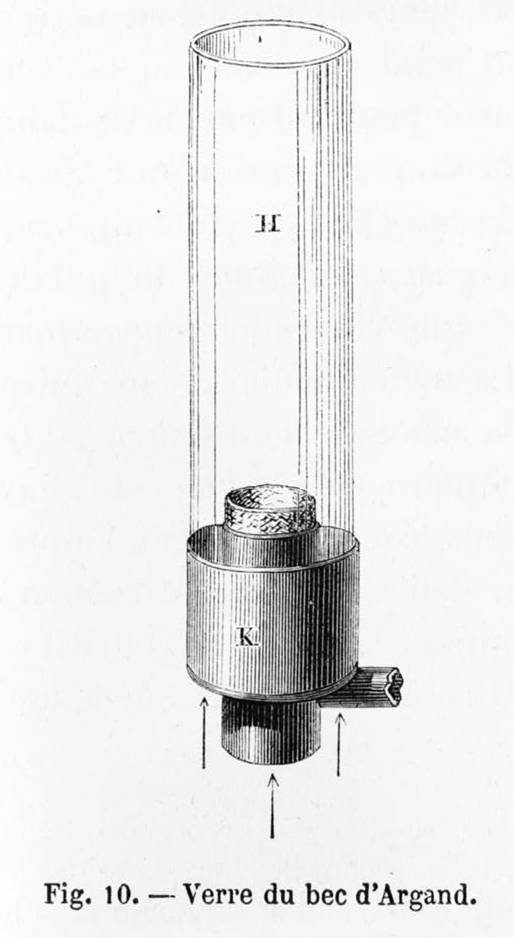
Pico de Argand (detalle), con mecha cilíndrica y chimenea de vidrio
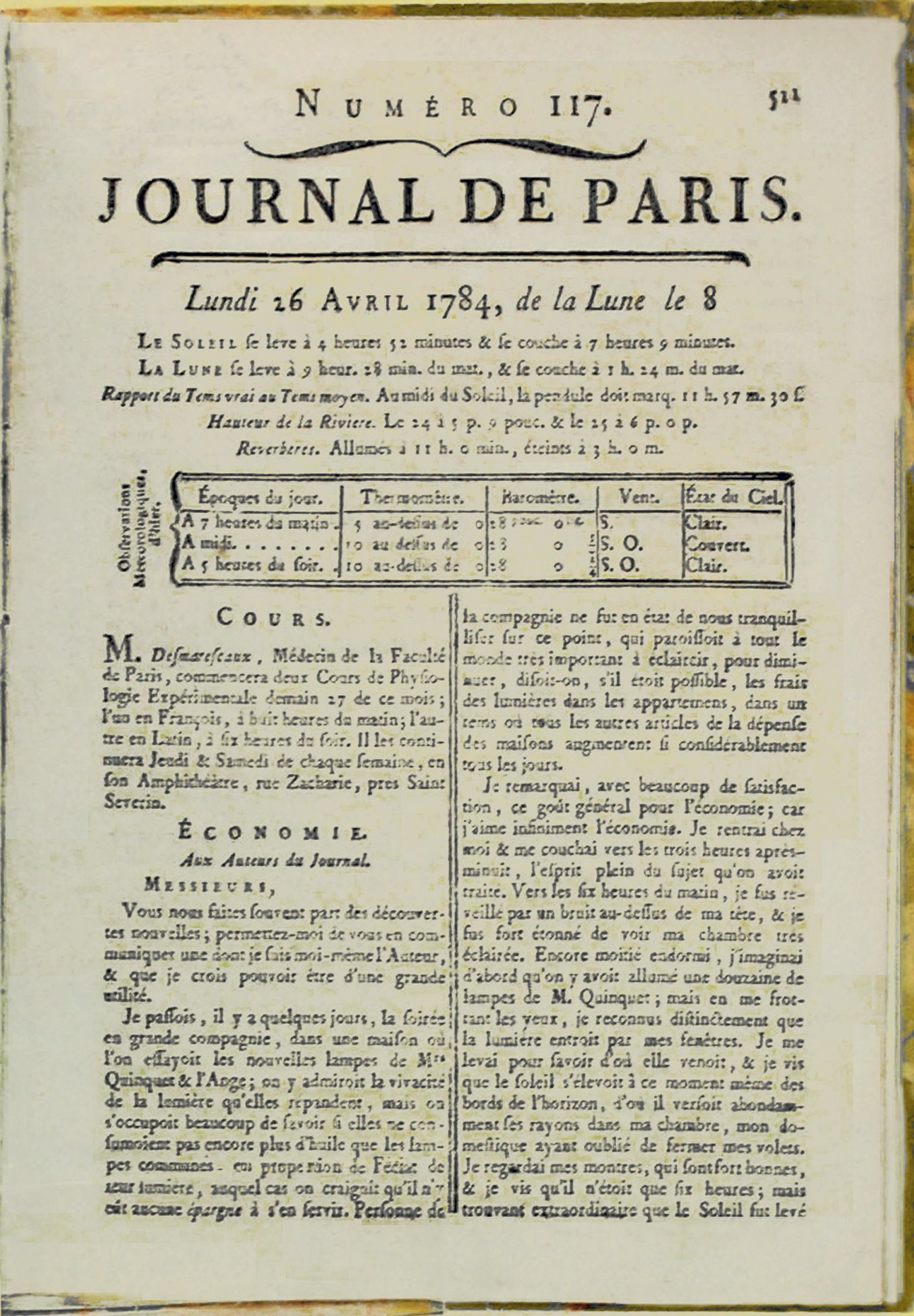
Primera página de la carta de Benjamin Franklin  al Journal de Paris,  mencionando por primera vez la posibilidad de cambiar las horas de invierno y verano, y preguntándose sobre el ahorro de aceite logrado por la lámpara de Quinquet y El ángel (1784)

## Riesgo sanitario

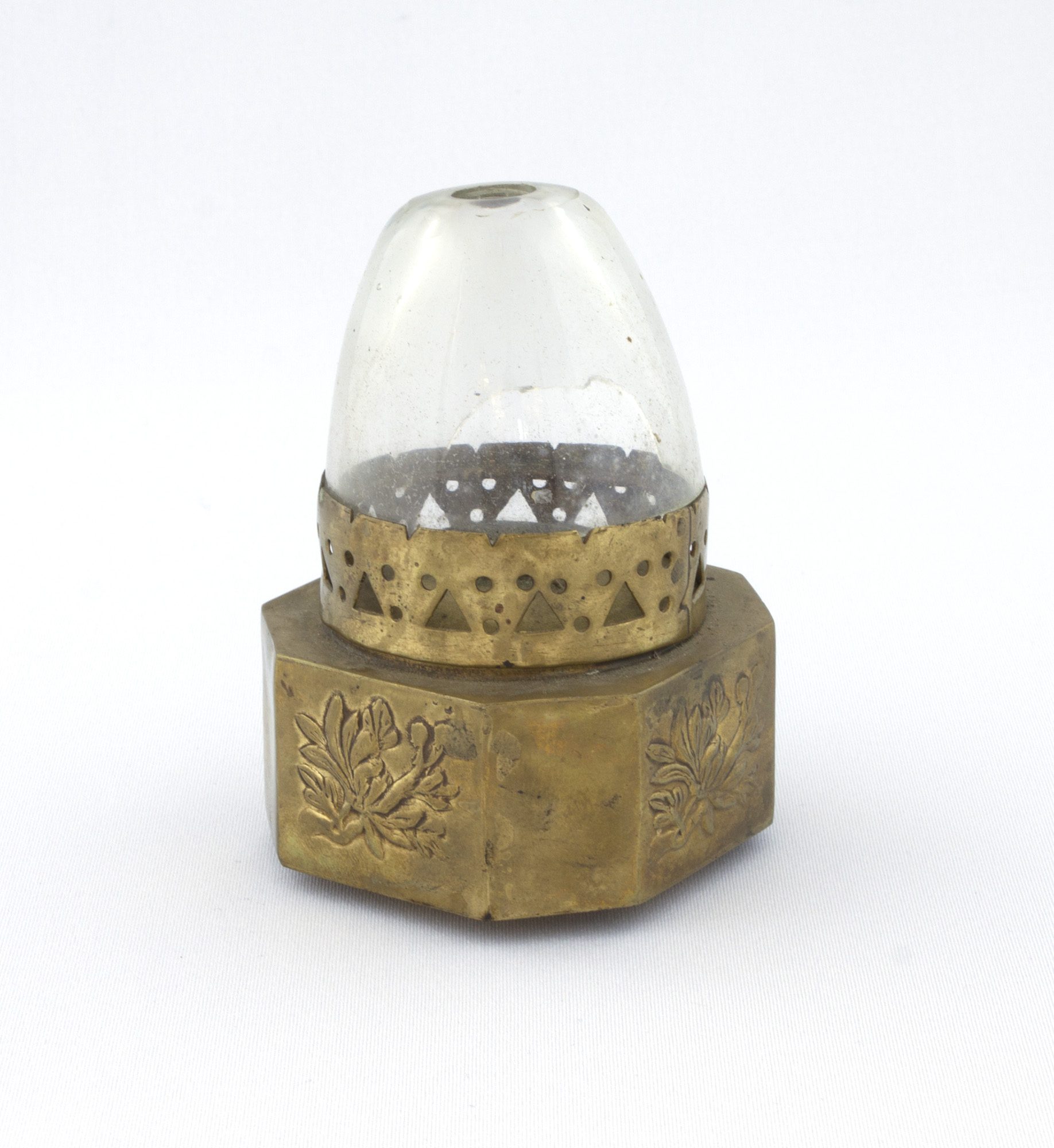
Una lámpara de opio, lámpara de aceite diseñada para facilitar la vaporización e inhalación del opio. Colección de la Universidad de Columbia Británica.

Magnier (1849) indica que «en las lámparas, se quema, en Francia, aceite de colza, purificado con ácido sulfúrico que, si quedaran algunas partes, se reducirían, por combustión, en gas sulfuroso, agente excesivamente irritante del sistema pulmonar, que provocaría asfixia y provocaría tos; todavía se queman allí aceite de semilla de amapola, aceite de semilla de cáñamo y aceite de nuez. Desde el perfeccionamiento realizado por Argand en la fabricación de lámparas, que ahora son de doble tiro, su influencia sobre la salud es menor, pero producen efectos similares [...] Sin embargo, se ha observado que el uso de aceite de nuez era más pernicioso y particularmente que causaba una especie de entumecimiento».
El riesgo comprobado de intoxicación por absorción de la mecha o de pequeñas cantidades de aceite de la lámpara por parte de niños menores de 3 años llevó a la comunidad europea a elaborar una norma en octubre de 2002, la norma EN 14059. Transpuesta por la AFNOR en 2003, es ahora obligatoria en Francia: cualquier lámpara de aceite importada y/o vendida en Francia debe cumplir con esta norma.

## El advenimiento de la lámpara de queroseno a partir de 1853
El queroseno, aceite finalmente fluido, al permitir un excelente ascenso del carburante hacia la mecha por capilaridad, provoca el abandono de la lámpara de aceite.